# Tipula trinidadensis
Tipula trinidadensis är en tvåvingeart som först beskrevs av Alexander 1912.  Tipula trinidadensis ingår i släktet Tipula och familjen storharkrankar. Inga underarter finns listade i Catalogue of Life.